# Uenegue
Uenegue (Weneg), Unegue ou Uenegue-Nebeti (Weneg-Nebty) foi um faraó da II dinastia. Embora sua posição cronológica seja clara para os egiptólogos, não está claro por quanto tempo governou. Também não está claro qual dos reis de Hórus identificados arqueologicamente corresponde a Uenegue.

## Nomes e contradições
O nome Uenegue geralmente é aceito como um nome de nebeti (nome de trono), introduzido pela crista das "Duas Senhoras" (as deusas Necbete e Uto) e pela crista de junça e abelha. Aparece em inscrições de tinta preta em fragmentos de alabastro e em inscrições em vasos de xisto. Há 17 vasos com seu nome, 11 dos quais de galerias subterrâneas da pirâmide de Djoser em Sacará. Egiptólogos como Wolfgang Helck e Francesco Tiradritti dizem que todas as inscrições foram feitas sobre inscrições existentes, significando que os nomes que foram originalmente colocados nos vasos eram completamente diferentes. Além disso, o símbolo que foi usado para escrever o nome é objeto de uma disputa significativa entre os egiptólogos até hoje. A chamada "flor Uenegue" raramente é usada na escrita egípcia. Misteriosamente, é frequentemente guiada por seis "traços" verticais, três deles em cada lado da flor em botão. O significado desses traços é desconhecido. Após a morte de Uenegue, sua flor heráldica não foi usada novamente até Teti (VI dinastia), quando foi usada nos textos de sua pirâmide para nomear um "Uenegue" como divindade do céu e da morte, abordada com "Filho de Rá" e " seguidor do rei falecido ". Então parece que a flor estava de alguma forma ligada ao sol e ao culto da morte egípcios. Mas seu verdadeiro significado como nome real permanece desconhecido.

## Identificação

### Com Hor-Nebré (ou Queco)
O egiptólogo Jochem Kahl argumenta que Uenegue era a mesma pessoa que Queco, o segundo governante da II dinastia, apontando para um fragmento de vaso feito de um material ígneo, encontrado na tumba do rei Peribessene em Abidos. Acreditava ter encontrado no pote restos fracos, mas claros, da flor de Uenegue sob o nome inscrito de Binótris. No lado direito do nome de Binótris, a representação da casa Ka de Renebe é parcialmente preservada. O arranjo completo levou Kahl à conclusão de que a flor e o nome de Queco estavam ligados um ao outro e Binótris mais tarde substituiu a inscrição. Kahl também aponta que Binótris escreveu seu nome espelhado, de modo que seu nome aponta na direção oposta ao nome de Queco.

### Com Hor-Sequemibe
Egiptólogos como Nicolas Grimal, Wolfgang Helck e Walter Bryan Emery identificam Uenegue com Sequemibe e com o nome real da cartela raméssida Uadjenes. Sua teoria é baseada na suposição de que Sequemibe e Sete-Peribessene eram governantes diferentes e que ambos eram os sucessores imediatos de Binótris. Mas essa teoria não é comumente aceita, porque selos de argila de Sequemibe foram encontrados no túmulo de Quenerés, o último governante da II dinastia. Os selos de argila colocam o reinado de Sequemibe próximo ao de Quenerés, enquanto o nome raméssida "Uadjenes" é colocado perto do início da II dinastia.

### Como governante independente
Egiptólogos como Peter Kaplony e Richard Weill argumentam que Uenegue era um rei separado de outros à época. Sugerem que sucedeu Binótris e seu nome é preservado nas listas reis raméssidas sob o nome Uadjenes. A suposição é primeiramente baseada na teoria amplamente aceita de que os escribas raméssidas trocaram a flor Uenegue pelo hastes de papiro, mudando o nome. Em segundo lugar, a teoria de Kaplony e Weill baseia-se na inscrição na Pedra de Palermo. Acreditam que o nome "Ueneguesequemui" está preservado na terceira linha de eventos anuais.

## Reinado

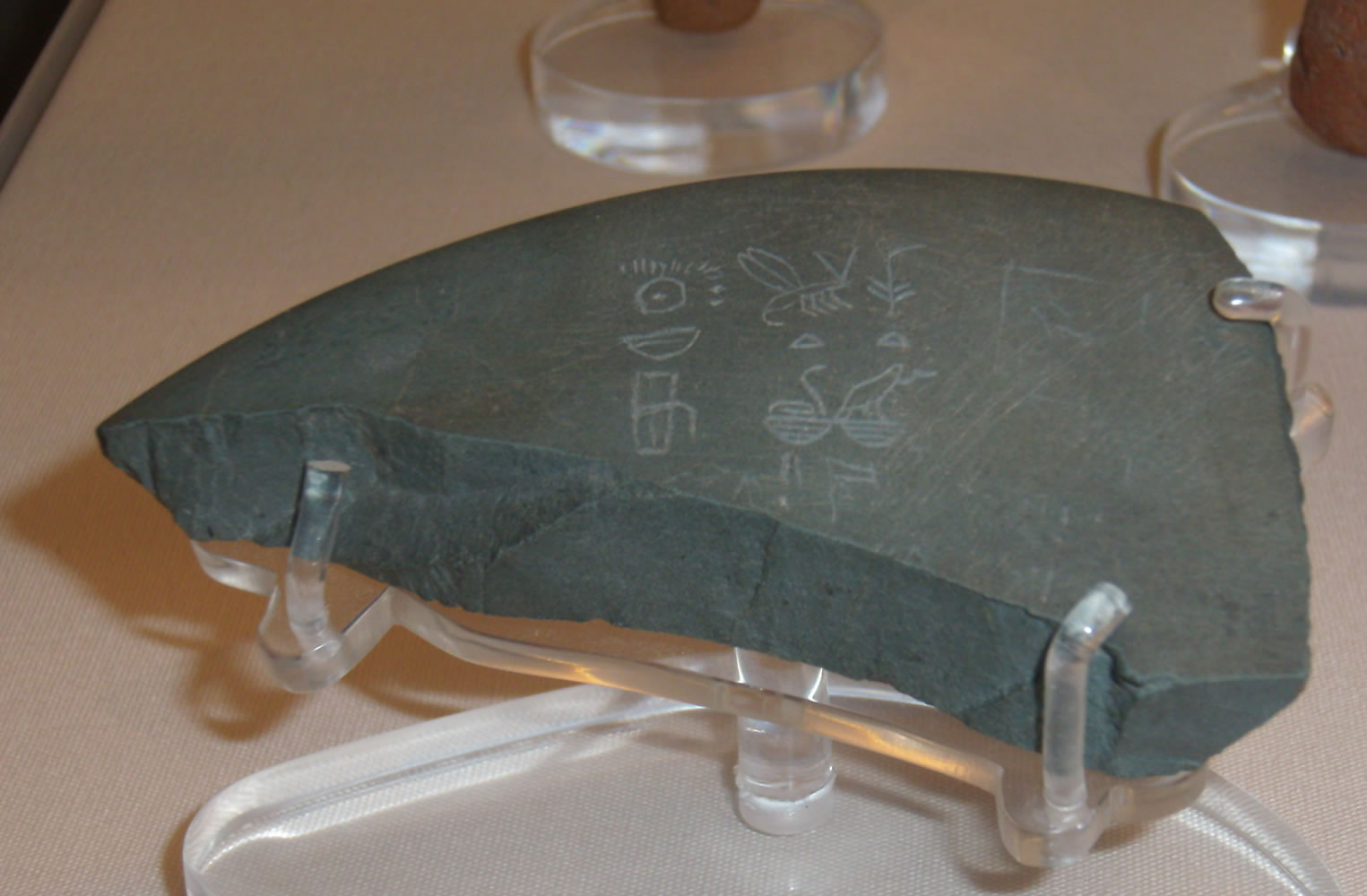
BM EA 35556, o vaso de pedra usado por Jochem Kahl para equiparar Uenegue e Queco

Pouco se sabe sobre o reinado de Uenegue. As inscrições de vasos que citam seu nome mostram apenas relatórios sobre eventos cerimoniais, como o "levantamento dos pilares de Hórus", que é comumente relatada em vasos de Binótris, o que aproximaria cronologicamente. A duração do reinado é desconhecida. Se é associável a Uadjenes, reinou por 54 (de acordo com o Cânone de Turim) ou 17 anos (segundo Manetão). Mas os egiptólogos modernos têm dúvidas sobre ambas as afirmações e as avaliam como interpretações errôneas ou exageradas.
Uma teoria sugere que o reino outrora unificado do Egito foi dividido após a morte de Binótris em duas partes. Essa suposição é baseada na observação de que as listas de reis tinitas e menfitas do Período Raméssida (século XII a.C.) mencionam os nomes "Uadjenes" e "Setenés" como seus sucessores imediatos. A lista real de Abidos, por exemplo, mencionam apenas seis reis à II dinastia, enquanto todas as outras citam nove. Portanto, Uenegue pode ter sido o último que governou todo o Egito, antes de compartilhar seu trono (e controle sobre o Egito) com outro faraó. Ainda não está claro quem pode ter sido.